# Auvernaux
Auvernaux (prononcé [ovɛʁno] ) est une commune française située à trente-huit kilomètres au sud-est de Paris dans le département de l'Essonne en région Île-de-France.

## Géographie

### Situation
| Type d’occupation           | Pourcentage | Superficie (en hectares) |
| --------------------------- | ----------- | ------------------------ |
| Espace urbain construit     | 3,7 %       | 23,93                    |
| Espace urbain non construit | 0,7 %       | 4,56                     |
| Espace rural                | 95,6 %      | 617,90                   |
| Source : Iaurif             |             |                          |

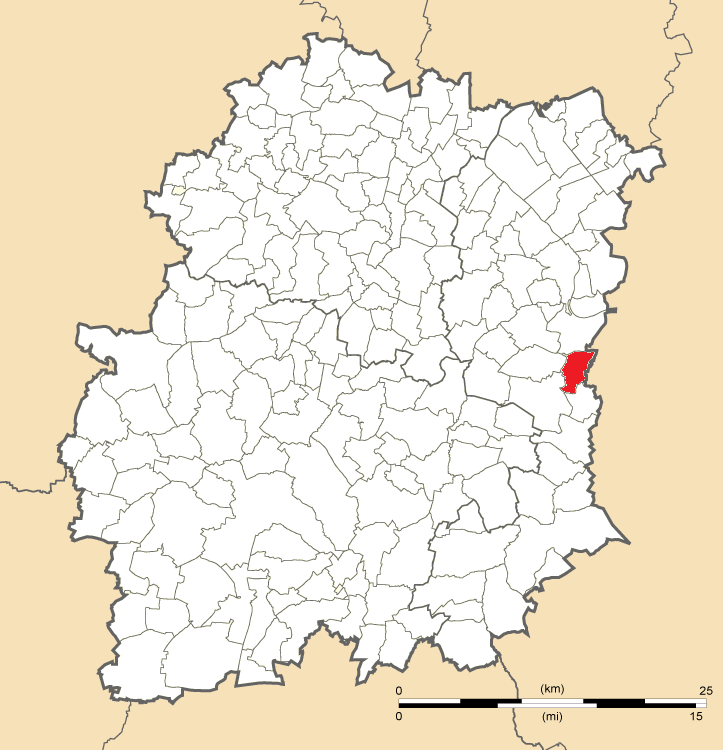
Position d’Auvernaux en Essonne.

Auvernaux est située à trente-huit kilomètres au sud-est de Paris-Notre-Dame, point zéro des routes de France, douze kilomètres au sud-est d'Évry, neuf kilomètres au sud-est de Corbeil-Essonnes, douze kilomètres au nord-est de La Ferté-Alais, quatorze kilomètres au nord-est de Milly-la-Forêt, dix-neuf kilomètres au sud-est d'Arpajon, vingt-et-un kilomètres au sud-est de Montlhéry, vingt-sept kilomètres au nord-est d'Étampes, vingt-huit kilomètres au sud-est de Palaiseau, trente-cinq kilomètres à l'est de Dourdan.

### Relief et géologie
Le point le plus bas de la commune est situé à soixante-douze mètres d'altitude et le point culminant à quatre-vingt-douze mètres.

### Climat
Pour des articles plus généraux, voir Climat de l'Île-de-France et Climat de l'Essonne.
En 2010, le climat de la commune est de type climat océanique dégradé des plaines du Centre et du Nord, selon une étude du CNRS s'appuyant sur une série de données couvrant la période 1971-2000. En 2020, Météo-France publie une typologie des climats de la France métropolitaine dans laquelle la commune est exposée à un climat océanique altéré et est dans la région climatique Sud-ouest du bassin Parisien, caractérisée par une faible pluviométrie, notamment au printemps (120 à 150 mm) et un hiver froid (3,5 °C).
Pour la période 1971-2000, la température annuelle moyenne est de 11,3 °C, avec une amplitude thermique annuelle de 15,5 °C. Le cumul annuel moyen de précipitations est de 667 mm, avec 10,5 jours de précipitations en janvier et 7,6 jours en juillet. Pour la période 1991-2020, la température moyenne annuelle observée sur la station météorologique la plus proche, située sur la commune de Nainville-les-Roches à 3 km à vol d'oiseau, est de 11,5 °C et le cumul annuel moyen de précipitations est de 702,3 mm,. Pour l'avenir, les paramètres climatiques de la commune estimés pour 2050 selon différents scénarios d'émission de gaz à effet de serre sont consultables sur un site dédié publié par Météo-France en novembre 2022.
| Mois                                  | jan.             | fév.             | mars            | avril         | mai             | juin          | jui.           | août           | sep.         | oct.            | nov.            | déc.           | année      |
| ------------------------------------- | ---------------- | ---------------- | --------------- | ------------- | --------------- | ------------- | -------------- | -------------- | ------------ | --------------- | --------------- | -------------- | ---------- |
| Température minimale moyenne (°C)     | 1,4              | 1,3              | 3,4             | 4,9           | 8,7             | 11,6          | 14             | 13,5           | 10,2         | 7,7             | 3,8             | 2              | 6,9        |
| Température moyenne (°C)              | 4,1              | 4,8              | 8,1             | 10,2          | 14,3            | 17,5          | 20,1           | 19,7           | 15,7         | 11,8            | 7               | 4,6            | 11,5       |
| Température maximale moyenne (°C)     | 6,7              | 8,2              | 12,8            | 15,5          | 19,8            | 23,3          | 26,3           | 25,9           | 21,1         | 16              | 10,1            | 7,1            | 16,1       |
| Record de froid (°C) date du record   | −20,5 17.01.1985 | −13,3 26.02.1986 | −12,4 01.03.05  | −5 12.04.1986 | −1,5 10.05.1980 | 1,8 04.06.01  | 4,5 17.07.1980 | 2,5 31.08.1986 | 2 29.09.1990 | −4,5 30.10.1985 | −11 24.11.1998  | −11 31.12.1985 | −20,5 1985 |
| Record de chaleur (°C) date du record | 16,5 05.01.1999  | 21,5 24.02.1990  | 25,5 29.03.1989 | 29,3 30.04.05 | 33 27.05.05     | 35,1 20.06.05 | 37,4 19.07.06  | 39 04.08.1990  | 32 04.09.05  | 30,2 01.10.1985 | 20,5 11.11.1995 | 17,2 07.12.00  | 39 1990    |
| Précipitations (mm)                   | 56,7             | 50,5             | 51,7            | 52,7          | 68,4            | 63,3          | 49,8           | 48,6           | 60,1         | 64,2            | 63,6            | 72,7           | 702,3      |

## Urbanisme

### Typologie
Au 1er janvier 2024, Auvernaux est catégorisée commune rurale à habitat dispersé, selon la nouvelle grille communale de densité à sept niveaux définie par l'Insee en 2022.
Elle est située hors unité urbaine. Par ailleurs la commune fait partie de l'aire d'attraction de Paris, dont elle est une commune de la couronne,. Cette aire regroupe 1 929 communes,.

## Toponymie
Le lieu est cité en 1171 sous le nom d'Auverniacum dans une donation des chanoines de l'abbaye Saint-Victor de Paris à l'Ordre du Temple,, mais aussi Auverniaus, Auverneau et Auvergneaux dans un dictionnaire datant de 1874.
D'après Albert Dauzat et Charles Rostaing, ce toponyme  provient du gaulois Arvernus surnom d’homme (ethnique); ou bien des deux mots are (devant) et vern- (aulne).
La commune fut créée en 1793 avec le nom orthographié comme aujourd'hui.

## Histoire
Ancienne possession des templiers, Auvernaux dépendait du duché de Villeroy.

## Population et société

### Démographie
Les habitants sont nommés les Auvernois.

#### Évolution démographique
L'évolution du nombre d'habitants est connue à travers les recensements de la population effectués dans la commune depuis 1793. Pour les communes de moins de 10 000 habitants, une enquête de recensement portant sur toute la population est réalisée tous les cinq ans, les populations de référence des années intermédiaires étant quant à elles estimées par interpolation ou extrapolation. Pour la commune, le premier recensement exhaustif entrant dans le cadre du nouveau dispositif a été réalisé en 2007.

En 2022, la commune comptait 330 habitants, en évolution de −0,9 % par rapport à 2016 (Essonne : +2,89 %, France hors Mayotte : +2,11 %).
| 1793 | 1800 | 1806 | 1821 | 1831 | 1836 | 1841 | 1846 | 1851 |
| ---- | ---- | ---- | ---- | ---- | ---- | ---- | ---- | ---- |
| 150  | 163  | 178  | 138  | 165  | 156  | 141  | 147  | 175  |

| 1856 | 1861 | 1866 | 1872 | 1876 | 1881 | 1886 | 1891 | 1896 |
| ---- | ---- | ---- | ---- | ---- | ---- | ---- | ---- | ---- |
| 186  | 178  | 198  | 195  | 195  | 189  | 185  | 182  | 173  |

| 1901 | 1906 | 1911 | 1921 | 1926 | 1931 | 1936 | 1946 | 1954 |
| ---- | ---- | ---- | ---- | ---- | ---- | ---- | ---- | ---- |
| 176  | 158  | 138  | 161  | 187  | 154  | 141  | 176  | 181  |

| 1962 | 1968 | 1975 | 1982 | 1990 | 1999 | 2006 | 2007 | 2012 |
| ---- | ---- | ---- | ---- | ---- | ---- | ---- | ---- | ---- |
| 209  | 202  | 157  | 259  | 249  | 257  | 310  | 318  | 347  |

| 2017 | 2022 | - | - | - | - | - | - | - |
| ---- | ---- | - | - | - | - | - | - | - |
| 324  | 330  | - | - | - | - | - | - | - |

#### Pyramide des âges
En 2018, le taux de personnes d'un âge inférieur à 30 ans s'élève à 33,9 %, soit en dessous de la moyenne départementale (39,9 %). De même, le taux de personnes d'âge supérieur à 60 ans est de 18,3 % la même année, alors qu'il est de 20,1 % au niveau départemental.
En 2018, la commune comptait 168 hommes pour 155 femmes, soit un taux de 52,01 % d'hommes, largement supérieur au taux départemental (48,98 %).
Les pyramides des âges de la commune et du département s'établissent comme suit.
| Hommes | Classe d’âge | Femmes |
| ------ | ------------ | ------ |
| 0,0    | 90 ou +      | 0,0    |
| 4,2    | 75-89 ans    | 3,9    |
| 16,2   | 60-74 ans    | 12,3   |
| 24,5   | 45-59 ans    | 25,1   |
| 20,2   | 30-44 ans    | 26,2   |
| 14,9   | 15-29 ans    | 14,1   |
| 20,1   | 0-14 ans     | 18,5   |

| Hommes | Classe d’âge | Femmes |
| ------ | ------------ | ------ |
| 0,5    | 90 ou +      | 1,4    |
| 5,4    | 75-89 ans    | 7,2    |
| 12,9   | 60-74 ans    | 13,9   |
| 20     | 45-59 ans    | 19,4   |
| 19,9   | 30-44 ans    | 20,1   |
| 20     | 15-29 ans    | 18,2   |
| 21,3   | 0-14 ans     | 19,8   |

## Politique et administration

### Politique locale
La commune d'Auvernaux est rattachée au canton de Mennecy, représenté par les conseillers départementaux Patrick Imbert (UMP) et Caroline Parâtre (UMP), à l'arrondissement d’Évry et à la deuxième circonscription de l'Essonne, représentée par la députée Nathalie Da Conceicao Carvalho (RN).
L'Insee attribue à la commune le code 91 2 16 037. La commune de est enregistrée au répertoire des entreprises sous le code SIREN 219 100 377. Son activité est enregistrée sous le code APE 8411Z.

### Tendances et résultats politiques
Élections présidentielles, résultats des deuxièmes tours :
- Élection présidentielle de 2002 : 72,92 % pour Jacques Chirac (RPR), 27,08 % pour Jean-Marie Le Pen (FN), 83,96 % de participation[36].
- Élection présidentielle de 2007 : 64,61 % pour Nicolas Sarkozy (UMP), 35,39 % pour Ségolène Royal (PS), 85,97 % de participation[37].
- Élection présidentielle de 2012 : 68,89 % pour Nicolas Sarkozy (UMP), 31,11 % pour François Hollande (PS), 83,68 % de participation[38].

Élections législatives, résultats des deuxièmes tours :
- Élections législatives de 2002 : 59,84 % pour Franck Marlin (UMP), 40,16 % pour Gérard Lefranc (PCF), 67,02 % de participation[39].
- Élections législatives de 2007 : 58,33 % pour Franck Marlin (UMP) élu au premier tour, 14,39 % pour Marie-Agnès Labarre (PS), 60,09 % de participation[40].
- Élections législatives de 2012 : 73,91 % pour Franck Marlin (UMP), 26,09 % pour Béatrice Pèrié (PS), 60,08 % de participation[41].

Élections européennes, résultats des deux meilleurs scores :
- Élections européennes de 2004 : 22,89 % pour Patrick Gaubert (UMP), 16,87 % pour Harlem Désir (PS), 45,74 % de participation[42].
- Élections européennes de 2009 : 30,39 % pour Michel Barnier (UMP), 14,71 % pour Daniel Cohn-Bendit (Les Verts), Harlem Désir (PS) et Jérôme Rivière (Libertas), 45,53 % de participation[43].
- Élections européennes de 2014 : 43,97 % pour Aymeric Chauprade (FN), 13,79 % pour Alain Lamassoure (UMP), 46,12 % de participation[44].

Élections régionales, résultats des deux meilleurs scores :
- Élections régionales de 2004 : 41,73 % pour Jean-François Copé (UMP), 40,16 % pour Jean-Paul Huchon (PS), 71,04 % de participation[45].
- Élections régionales de 2010 : 62,14 % pour Valérie Pécresse (UMP), 37,86 % pour Jean-Paul Huchon (PS), 51,13 % de participation[46].

Élections cantonales, résultats des deuxièmes tours :
- Élections cantonales de 2001 : données manquantes.
- Élections cantonales de 2008 : 61,39 % pour Patrick Imbert (UMP), 38,61 % pour Christian Richomme (PS), 49,33 % de participation[47].

Élections municipales, résultats des deuxièmes tours :
- Élections municipales de 2001 : données manquantes.
- Élections municipales de 2008 : 116 voix pour Denis Minette (?), 116 voix pour Claudine Velly (?), 57,58 % de participation[48].

Référendums :
- Référendum de 2000 relatif au quinquennat présidentiel : 70,91 % pour le Oui, 29,09 % pour le Non, 32,11 % de participation[49].
- Référendum de 2005 relatif au traité établissant une Constitution pour l'Europe : 57,78 % pour le Non, 42,22 % pour le Oui, 75,69 % de participation[50].

### Enseignement
Auvernaux dépend de l'académie de Versailles. Elle ne dispose d'aucun établissement scolaire sur son territoire, les élèves doivent se rendre dans les écoles du Coudray-Montceaux, de Champcueil ou de Chevannes.

### Jumelages
La commune n'a développé aucune association de jumelage.

## Vie quotidienne à Auvernaux

### Lieux de culte

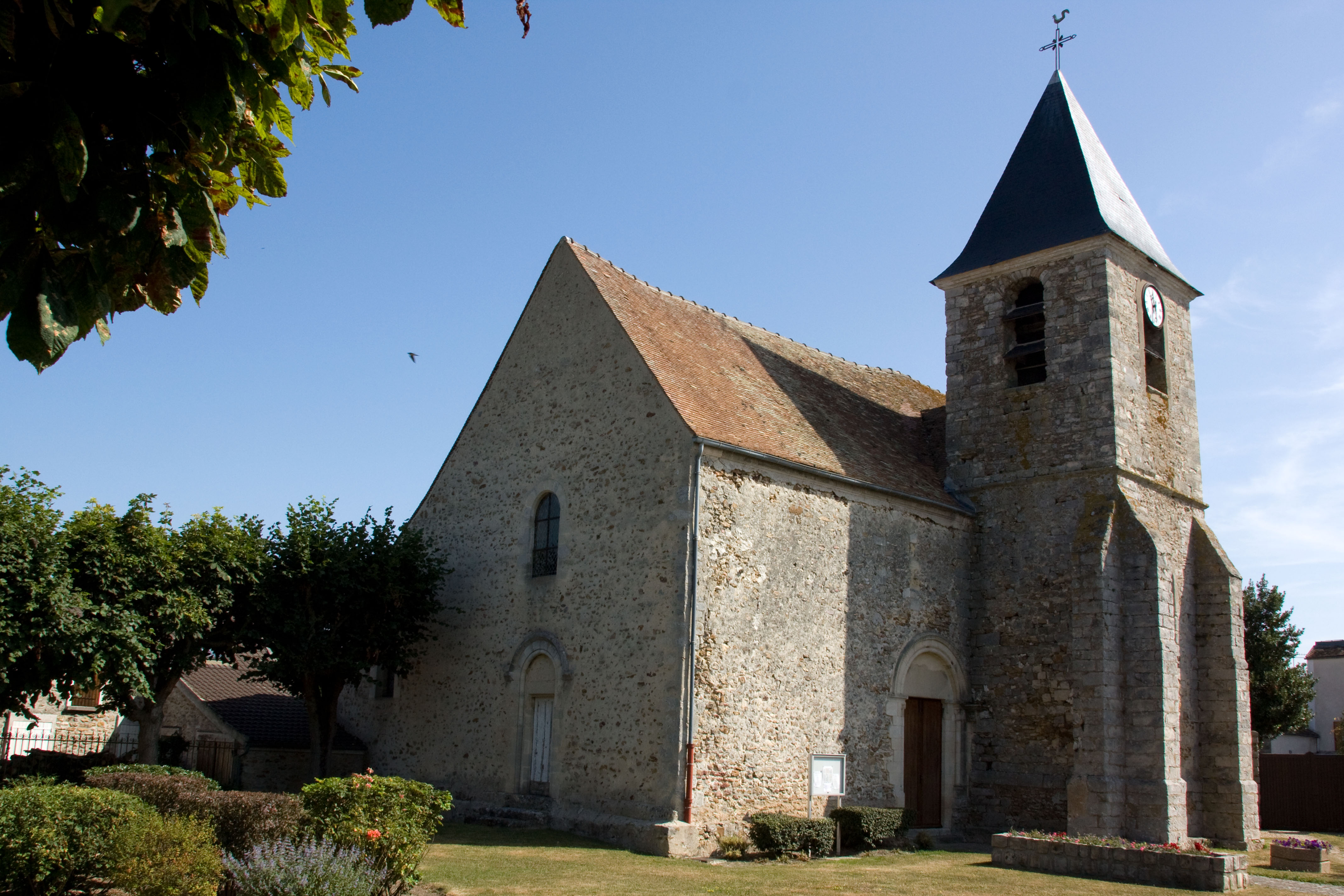
L'église Saint-Prix-Saint-Blaise.

La paroisse catholique d'Auvernaux est rattachée au secteur pastoral de La Ferté-Alais-Val d'Essonne et du diocèse d'Évry-Corbeil-Essonnes. Elle dispose de l'église Saint-Prix-et-Saint-Blaise.

### Médias
L'hebdomadaire Le Républicain relate les informations locales. La commune est en outre dans le bassin d'émission des chaînes de télévision France 3 Paris Île-de-France Centre, IDF1 et Téléssonne intégré à Télif.

## Économie

### Emplois, revenus et niveau de vie
En 2010, le revenu fiscal médian par ménage était de 45 677 €, ce qui plaçait Auvernaux au 747e rang parmi les 31 525 communes de plus de 39 ménages en métropole.
| Répartition des emplois par catégories socioprofessionnelles en 2006. |              |                                           |                                                   |                            |                          |                           |
|                                                                       | Agriculteurs | Artisans, commerçants, chefs d’entreprise | Cadres et professions intellectuelles supérieures | Professions intermédiaires | Employés                 | Ouvriers                  |
| Auvernaux                                                             | -            | -                                         | -                                                 | -                          | -                        | -                         |
| Zone d’emploi d’Évry                                                  | 0,3 %        | 4,0 %                                     | 20,2 %                                            | 29,6 %                     | 28,2 %                   | 17,7 %                    |
| Moyenne nationale                                                     | 2,2 %        | 6,0 %                                     | 15,4 %                                            | 24,6 %                     | 28,7 %                   | 23,2 %                    |
| Répartition des emplois par secteurs d’activités en 2006.             |              |                                           |                                                   |                            |                          |                           |
|                                                                       | Agriculture  | Industrie                                 | Construction                                      | Commerce                   | Services aux entreprises | Services aux particuliers |
| Auvernaux                                                             | -            | -                                         | -                                                 | -                          | -                        | -                         |
| Zone d’emploi d’Évry                                                  | 0,9 %        | 13,5 %                                    | 5,4 %                                             | 14,6 %                     | 16,2 %                   | 6,9 %                     |
| Moyenne nationale                                                     | 3,5 %        | 15,2 %                                    | 6,4 %                                             | 13,3 %                     | 13,3 %                   | 7,6 %                     |
| Sources : Insee,                                                      |              |                                           |                                                   |                            |                          |                           |

## Culture locale et patrimoine

### Patrimoine environnemental
Les espaces boisés à l'ouest de la commune ont été recensés au titre des espaces naturels sensibles par le conseil général de l'Essonne.

### Personnalités liées à la commune
Aucun personnage public n'a d'attache avec Auvernaux.

### Héraldique
| Blason de Auvernaux | Blason  | Écartelé: au 1 d'argent à la croix pattée et alésée de gueules, au 2 de sinople à une branche de laurier d'or, posée en fasce contournée et courbée, au 3 de sinople à trois épis de blé, tigés, feuillés, empoignés et liés d'or, au 4 d'argent à la bande ondée d'azur. |
| Blason de Auvernaux | Détails | Crée par JF Binon. Sur site de l'Annuaire des Collectivités, 2025. |

### Auvernaux dans les arts et la culture
- Le nom d'Auvernaux et une gare fictive[Note 3] est utilisé pour localiser l'intrigue du film d'Ivan Govar Deux heures à tuer sorti en 1966[60].